# Arroyo de Hatherley
Hatherley Brook es un afluente del río Severn. Comienza en Up Hatherley y fluye en dirección oeste hacia Longford, siendo su desembocadura el Severn.
Parte del arroyo forma una sección del límite entre los pueblos de Longford y Sandhurst, Innsworth y Twigworth, e Innsworth y Down Hatherley. Hatherley está entubado a su paso por debajo de las carreteras A38, A40 y M5 .

## Curso
Comenzando en un entorno urbano en Up Hatherley, Cheltenham, el arroyo toma una dirección casi noroeste, pasando cerca de GCHQ y dirigiéndose hacia Staverton. En este punto, comienza a fluir hacia el oeste y se adentra en una zona más rural.
Continuando su viaje hacia el oeste, el arroyo Hatherley se adentra en los pueblos de Down Hatherley, Innsworth y Longford, antes de llegar a su desembocadura en el canal Este del río Severn.

## Inundación
La Agencia de Medio Ambiente vigila el arroyo Hatherley para gestionar eficazmente los riesgos de inundación. Por ejemplo, en la estación de Sandhurst se observan atentamente los niveles de agua para avisar a tiempo de las inundaciones a la comunidad local.